# Olszówka Krzycka
Olszówka Krzycka – ciek wodny na terenie Wrocławia (długości około 1,5 km) w południowej części miasta (na zachód od osiedla Krzyki), sklasyfikowany jako potok, prawy dopływ Ślęzy. Wypływa z łąk pomiędzy ulicami Krzycką i Skarbowców, skąd – rowem poprowadzonym w obniżeniu, pozostałym po starym korycie rzeki Ślęzy sprzed jej regulacji i obwałowania – płynie równolegle do niej na północny wschód, po czym wpada do niej w okolicy Mostu Racławickiego.

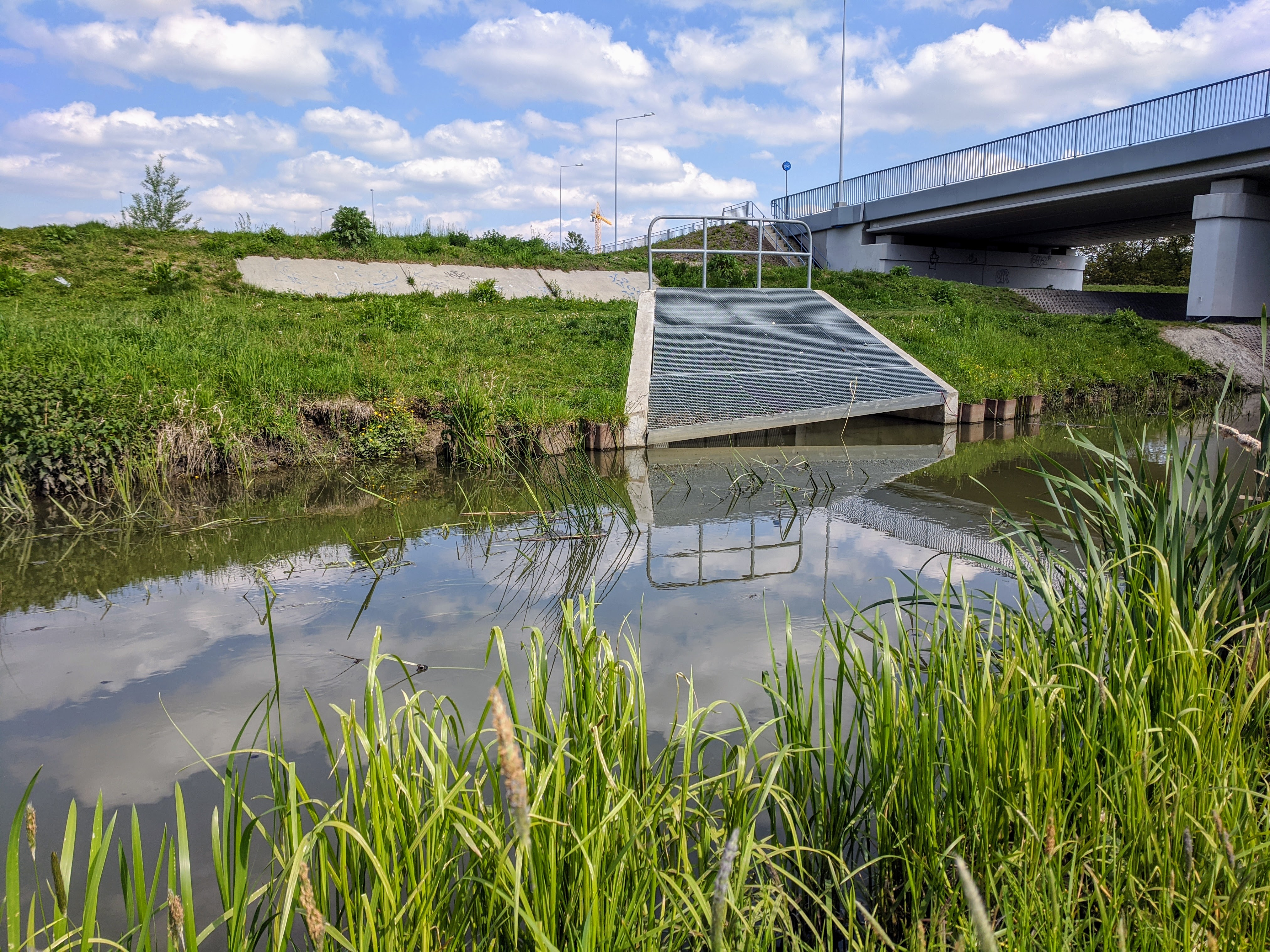
Rzeka Ślęza i Most Racławicki; za kratą znajduje się ujście Olszówki Krzyckiej

Do roku 1945 kanał ten nazywał się Krieterner Erlengraben, co w wolnym tłumaczeniu znaczy Olszowy rów krzycki. Powstał w celu melioracji terenów przeznaczonych pod zabudowę mieszkalną.
W 2019 roku podano do wiadomości, że w południowej części miasta, w rejonie biegu Olszówki Krzyckiej, projektowany jest nowy, blisko sześciohektarowy teren rekreacyjny dla mieszkańców – Park Krzycki. W parku znaleźć się mają między innymi dwa stawy, pełniące (wraz z instalacjami podziemnymi) rolę kolektora deszczowego zbierającego (przy wykorzystaniu również koryta potoku Olszówka Krzycka) wody opadowe z powierzchni około 68 ha (z rejonu ulic: Krzyckiej, Skarbowców, Szarugi, Babiego Lata, Mglistej, Róży Wiatrów, Wietrznej i Południowej).